# 결정장애
'결정장애'는 선택을 해야 하는 상황에서 쉽게 결정을 내리지 못하는 성격을 표현하는 신조어이다. 결정장애는 의학적으로 '질병'이라고 인정되지 않기 때문에 혼동을 피하기 위해서는 '결정장애'보다는 '선택불가증후군'등이 더 나은 표현이다.

## 같이 보기
- 의사결정